# Luca Daniele Biolato
Luca Daniele Biolato (ur. 1939, zm. 11 grudnia 2009) – włoski dyplomata.
Od 1997 do 2001 był ambasadorem Włoch w Polsce.
Postanowieniem Prezydenta RP Aleksandra Kwaśniewskiego z 4 października 2001 został odznaczony Krzyżem Komandorskim z Gwiazdą Orderu Zasługi Rzeczypospolitej Polskiej za wybitne zasługi w rozwijaniu polsko-włoskiej współpracy.
Został pochowany na cmentarzu Powązkowskim w Warszawie (kwatera O-2-24).